# Buchenbach (Murr)
Der Buchenbach ist ein linker Nebenfluss der Murr in Baden-Württemberg. Auf seinem etwa 24 km langen Lauf durchquert er hauptsächlich den Westen des Rems-Murr-Kreises und berührt zum Schluss den Landkreis Ludwigsburg.

## Geographie

### Verlauf
Der Buchenbach entspringt am Nordrand der Berglen, des südwestlichen Teils des Schwäbisch-Fränkischen Waldes. Sein Quellgebiet liegt auf dem Höhenzug zwischen den Gemeinden Berglen und Rudersberg südlich des Weilers Königsbronnhof. Durch eine Klinge läuft er nach Westen ins Tal hinab und durchquert in südlicher Richtung mehrere Ortsteile der Gemeinde Berglen, namentlich Rettersburg und Oppelsbohm. Das Buchenbachtal ist das zentrale Tal der Berglen, die sich hufeisenförmig darum gruppieren; der zahlreiche kleine Wasserläufe von den östlichen und westlichen Hängen aufnehmende Buchenbach entwässert den größten Teil der Berglandschaft.
Nach etwa sieben Kilometern, beim Ortsteil Erlenhof, weicht der Buchenbach vor der Buocher Höhe in einem scharfen Knick nach Nordwesten aus und behält diese Richtung bis zur Mündung weitgehend bei. Bei Birkmannsweiler verlässt er die Berglen und tritt in die offenere Landschaft des Neckarbeckens ein. In Winnenden begrenzt er die Altstadt im Nordosten. Nach dem nächsten Ort, Leutenbach, erreicht der Buchenbach die tiefergelegenen Schichten des Muschelkalks und beginnt, sich in gewundenem Lauf in ein immer tiefer werdendes Tal einzugraben. Letzte Orte am Bach sind der Leutenbacher Ortsteil Weiler zum Stein sowie die Weiler Steinächle und dann Wolfsölden, die bereits zu Affalterbach im Landkreis Ludwigsburg gehören.
Bei Steinächle quert auch die vorletzte, recht kleine Straße den Bach, dessen enges Tal sich danach auf den letzten fünf Kilometern immer weiter vertieft und zuletzt keinen Platz mehr für Siedlungen oder landwirtschaftliche Nutzung bietet. Dieser gesamte Abschnitt des Tals, abzüglich der beiden Ortslagen, steht unter Naturschutz (siehe unten). Schließlich mündet der Buchenbach nach etwa 24 km Länge zwischen Burgstall und Kirchberg in die Murr; kurz zuvor überspannt ihn die Bahnstrecke Backnang–Ludwigsburg und eine letzte Straße quert ihn im Murrtal.

### Einzugsgebiet
Der Buchenbach entwässert etwa 62 Quadratkilometer, er hat damit nach dem der Bottwar das zweitgrößte Einzugsgebiet unter den Nebenflüssen der Murr und ist zugleich der längste von allen. Das Einzugsgebiet liegt hauptsächlich in den Berglen und am Nordhang der Buocher Höhe, im Neckarbecken vergrößert es der Fluss dann kaum noch. Es fließen ihm zahlreiche kleinere Bäche zu, von denen nur die Steinach knapp über 4 km lang ist, alle anderen sind kürzer.
Das Einzugsgebiet des Buchenbachs ist vollständig von denen anderer direkter oder indirekter Nebenflüsse des Neckars umgeben. Diese Konkurrenten sind die Weißach und andere Murrzuflüsse im Norden, die Wieslauf im Osten, die diese aufnehmende Rems im Süden und der Zipfelbach im Südwesten, der direkt in den Neckar mündet.

### Zuflüsse
Der Ursprung des Buchenbachs liegt rund 700 m südöstlich des Rudersberger Weilers Königsbronnhof am Waldrand neben dem Wiesenhanggewann Brunnen auf etwa 425 m ü. NHN.
Die größeren Zuflüsse von der Quelle bis zur Mündung sind (Namen bevorzugt nach der TK25, Verläufe und Längen nach LUBW-FG10):
- (Zufluss aus dem Gewann Brunnen), von rechts unter dem östlichen Untreuhau, 0,5 km.
- (Bach aus der Dachsbauklinge), von links, 0,7 km.
- Fronwiesenbach, von rechts nach dem Waldaustritt vom südöstlichen Ortsrand des Dorfes Öschelbronn der Gemeinde Berglen her, 1,1 km.
- Weiherwiesenbach, von links kurz vor Rettersburg aus dem südlichen Waldgewann Königsbronn, 1,2 km.
- Heutalbächle, von links am südlichen Ortsrand von Rettersburg, 1,3 km. Kommt aus einer Waldklinge zwischen Krummenbusch im Norden und Hagenbüchle im Süden.
- Auwiesenbach, von rechts wenige Schritte nach dem vorigen, 2,3 km. Entsteht in der Lochklinge westlich von Öschelbronn.
- Heumahdenbächle, von rechts am nördlichen Ortsrand von Oppelsbohm, 0,7 km.
- Rosenbach, von links am Südrand von Oppelsbohm, 2,2 km mit dem längeren rechten Oberlauf Kottenbach, der südwestlich des Rudersberger Weilers Necklinsberg entsteht.
- Steinach, von links beim Weiler Erlenhof, 4,0 km. Die Steinach entsteht östlich von Hößlinswart im Hangwald. Dicht an ihrer Mündung ist die Nordwestkehre des Buchenbachs.
- (Zufluss aus der Burrklinge), von links kurz vor der Neumühle des Ortsteils Birkmannsweiler von Winnenden, 0,5 km.
- (Zufluss von einem Waldhangbrunnen), von links an der südlichen Abfahrt von der L 1140 nach Birkmannsweiler, 0,5 km.
- Buchenbächle, von rechts und Norden auf etwa 285 m ü. NHN kurz vor dem Südostrand von Birkmannsweiler, 2,9 km und ca. 3,1 km².[LUBW 5] Entsteht auf etwa 355 m ü. NHN am Waldrand bei Winnenden-Schulerhof.
- Unterer Bach, von links durch Birkmannsweiler, 1,2 km. Oberhalb des Ursprungs am Hang südwestlich des Dorfes setzt sich die Talung in einem Büschel von Trockenklingen bergwärts fort, darunter Sturzklinge und Binsenklinge.
- Baacher Bächlein, am Oberlauf Brunnbächle, von rechts zwischen Birkmannsweiler und Höfen, 3,7 km. Fließt durch Baach, Ursprung in einer Klinge östlich des Hertmannsweiler Stöckenhofs.
- Hertmannsweiler Bach, von rechts zwischen Höfen und Winnenden selbst, 3,6 km. Ursprung am Rand der nordöstlichen Flurbucht an der Winterhalde nordöstlich von Hertmannsweiler, das der Bach dann durchläuft.
- Hambach, von links am Ostrand von Winnenden, 2,5 km. Der Bach zieht etwa die Hälfte seiner Länge parallel zum Buchenbach in dessen Aue. Sein Ursprung liegt zwischen Burkhardshof und Mülldeponie.
Anschließend durchquert der Buchenbach Winnenden und kommt dabei seinem linken Nachbarfluss Zipfelbach bis auf weniger als 500 m nahe.
- Rotbach, von rechts im Südostteil des Dorfes Leutenbach der Gemeinde Leutenbach, 3,0 km. Ursprung östlich des Gemeindeteils Nellmersbach an der B 14.
- Höllachbach, am nordwestlichen Ortsrand von Leutenbach, 3,0 km. Entsteht im östlichen Nellmersbach, das er durchläuft.
- Lerchengraben, von rechts zwischen Leutenbach und Weiler zum Stein, 1,5 km. Ursprung unterhalb des Birklen.

In seinem mäandrierenden Restlauf im Muschelkalktal erreichen den Buchenbach auf den folgenden über 7 km keine größeren Zuflüsse mehr. Der Buchenbach mündet auf 212 m ü. NHN von links in die Murr, etwa einen Kilometer westlich der Murrbrücke des Dorfes Burgstall der Gemeinde Burgstetten.

### Orte
Orte und Siedlungsplätze am Lauf mit ihren Zugehörigkeiten von der Quelle zur Mündung. Nur die Namen tiefster Schachtelungsstufe bezeichnen Siedlungsanrainer.
Rems-Murr-Kreis
- Gemeinde Rudersberg
  - Königsbronnhof (Weiler, rechts über dem Tal)
- Gemeinde Berglen
  - Rettersburg (Dorf)
  - Oppelsbohm (Dorf)
  - Volkhardsmühle (Wohnplatz, rechts)
  - Erlenhof (Weiler; in wenig Abstand links)
- Stadt Winnenden
  - Neumühle (Wohnplatz, rechts)
  - Birkmannsweiler (Dorf)
  - Höfen (Dorf, rechts)
  - Ruitzenmühle (Wohnplatz, links)
  - Winnenden (Zentrale Stadt)
- Gemeinde Leutenbach
  - Leutenbach (Dorf)
  - Weiler zum Stein (Dorf)
  - Gollenhof (Weiler, linker Hang)

Landkreis Ludwigsburg
- Gemeinde Affalterbach
  - Steinächle (Weiler, linker Hang)
  - Wolfsölden (Weiler, linker Hang)

Rems-Murr-Kreis
- Gemeinde Burgstetten
  - (rechts, ohne Besiedlung am Lauf)

## Heutige Nutzung

### Verkehr
Das Tal des Buchenbachs ist die zentrale Erschließungsachse der Berglen, die freilich ein vergleichsweise abgelegenes, ländliches Gebiet sind. Außerhalb der Berglen wird das Tal bis Weiler zum Stein von Kreisstraßen durchzogen, danach ist es verkehrsfrei und nur noch teilweise von Wanderwegen erschlossen.

### Ausbauzustand
Der Buchenbach ist auf ganzer Länge als Gewässer zweiter Ordnung eingestuft. Nach dem Wassergesetz für Baden-Württemberg ist damit das Flussbett im Eigentum der Gemeinden und diese sind auch für die Unterhaltung des Gewässers zuständig.
Der Oberlauf und der Unterlauf des Baches ist noch weitgehend natürlich und wurde 2004 den Gewässerstrukturgüte-Klassen I und II („unverändert“ bis „mäßig verändert“) zugeordnet. Lediglich die stärker besiedelten Abschnitte im mittleren Bachlauf zwischen Birkmannsweiler und Leutenbach fallen in die Klassen III bis V („deutlich“ bis „vollständig verändert“).

### Naturschutz
Unter besonderem Schutz steht der Unterlauf ab Steinächle samt den Talflanken, für die das 118 ha umfassende Naturschutzgebiet Buchenbachtal eingerichtet wurde. Es soll das dortige Wiesental vor Fremdnutzung bewahren, den Laubwald wiederstellen und seltene Pflanzen- und Tierarten im Ufergehölz schützen. Es wurde 1989 aus dem älteren Landschaftsschutzgebiet Unteres Murrtal ausgegliedert, das neben weiteren Flächen zu beiden Seiten des Buchenbachtals auch noch größere Teile des Murrtals umfasst.
Ebenfalls unter Landschaftsschutz stehen große Teile des Oberlaufs. Von der Quelle bis kurz vor Rettersburg liegt der Bachlauf im Landschaftsschutzgebiet Südliches Weissacher Tal und Berglen, danach bis zum Ortseingang von Birkmannsweiler, unterbrochen nur von den Abschnitten im Ortsbereich von Rettersburg und Oppelsbohm, im Landschaftsschutzgebiet Buchenbach-, Brunnbächle-, Steinach- und Zipfelbachtal mit angrenzenden Hängen sowie Bürger Höhe.
Die Gewässerqualität des Buchenbachs ist für regionale Verhältnisse durchschnittlich. Im Gewässerbericht 2004 sind drei von vier Abschnitten (bei Rettersburg, Weiler zum Stein und an der Mündung) als „mäßig belastet“ (Güteklasse II) eingestuft, der Abschnitt bei Birkmannsweiler jedoch als „kritisch belastet“ (Güteklasse II–III).

### LUBW
Amtliche Online-Gewässerkarte mit passendem Ausschnitt und den hier benutzten Layern: Lauf und Einzugsgebiet des Buchenbachs

Allgemeiner Einstieg ohne Voreinstellungen und Layer: Daten- und Kartendienst der Landesanstalt für Umwelt Baden-Württemberg (LUBW) (Hinweise)
1. ↑  Höhe nach dem Höhenlinienbild auf dem Hintergrundlayer Topographische Karte.
2. 1 2  Höhe nach grauer Beschriftung auf dem Hintergrundlayer Topographische Karte.
3. ↑  Länge nach dem Layer Gewässernetz (AWGN).
4. ↑  Einzugsgebiet aufsummiert aus den Teileinzugsgebieten nach dem Layer Basiseinzugsgebiet (AWGN).
5. ↑  Einzugsgebiet abgemessen auf dem Hintergrundlayer Topographische Karte.

### Andere Belege
1. ↑  Hansjörg Dongus: Geographische Landesaufnahme: Die naturräumlichen Einheiten auf Blatt 171 Göppingen. Bundesanstalt für Landeskunde, Bad Godesberg 1961. → Online-Karte (PDF; 4,3 MB)
2. ↑  Wassergesetz für Baden-Württemberg in der Fassung vom 20. Januar 2005 (Seite nicht mehr abrufbar, festgestellt im April 2018. Suche in Webarchiven)  Info: Der Link wurde automatisch als defekt markiert. Bitte prüfe den Link gemäß Anleitung und entferne dann diesen Hinweis.
3. ↑  Gewässerstrukturgütekarte im Rems-Murr-Kreis (Seite nicht mehr abrufbar, festgestellt im April 2018. Suche in Webarchiven)  Info: Der Link wurde automatisch als defekt markiert. Bitte prüfe den Link gemäß Anleitung und entferne dann diesen Hinweis.
4. ↑  1.153 Buchenbachtal. Steckbrief. In: Schutzgebietsverzeichnis. Landesanstalt für Umwelt Baden-Württemberg, abgerufen am 14. September 2023.
5. ↑  Gewässergütekarte Baden-Württemberg 2004 (Memento vom 16. September 2008 im Internet Archive)